# Nishi-ku (Hamamatsu)
Pour les articles homonymes, voir Nishi-ku.
Nishi (西区, Nishi-ku) était l'un des sept arrondissements de la ville de Hamamatsu au Japon. Il était situé au sud-ouest de la ville, au bord du lac Hamana et de l'océan Pacifique.

## Démographie
L'arrondissement occupe 114,71 km2 pour une population de 110 859 habitants (au 1er juin 2016) soit une densité de population de 2 150 habitants/km2.

## Histoire
L’arrondissement a été créé en 2007 quand Hamamatsu est devenu une ville désignée par ordonnance gouvernementale. Le 1er janvier 2024, il est intégré dans le nouvel arrondissement de Chūō-ku.

## Transports publics
L'arrondissement est desservi par la ligne principale Tōkaidō de la JR Central aux gares de Maisaka et Bentenjima.